# Margaret Boden
Margaret Boden   (Londres, 26 de novembre de 1936 - Brighton, 18 de juliol de 2025) va ser una professora de recerca en ciència cognitiva del departament d'informàtica a la Universitat de Sussex. La seva feina va abastar els camps de la intel·ligència artificial –en el qual va ser una autoritat mundial–, la psicologia, la filosofia, la ciència cognitiva i la informàtica i el seu interès l'ha va portar a investigar la creativitat.

## Educació
Boden es va formar a la City of London School for Girls a finals dels anys quaranta i en la dècada dels cinquanta. Al Newnham College de Cambridge, va obtenir honors de primera classe en ciències mèdiques, amb la puntuació més alta de la universitat en tots els cursos de Ciències Naturals. El 1957 va estudiar la història de la filosofia moderna a la Unitat de Recerca de Llengües de Cambridge, dirigida per Margaret Masterman.

## Carrera
Boden va ser nomenada professora de filosofia a la Universitat de Birmingham el 1959. Es va convertir en becària de Harkness a la Universitat Harvard de 1962 a 1964, després va tornar a Birmingham per un any abans de passar a una càtedra de filosofia i psicologia a la Universitat de Sussex el 1965, on més tard va ser nomenada Reader i després Professora. Obtingué un doctorat en psicologia social (especialitat en estudis cognitius) per Harvard el 1968.
Ella reconeix que la lectura de Plans and the structure of behavior, de George A. Miller, li va fer comprendre que els enfocaments de programació informàtica es podrien aplicar a tota la psicologia.
Va ser la fundadora de la Facultat de Ciències Cognitives i de la Computació de la Universitat de Sussex (COGS), precursora de l'actual Departament d'Informàtica de la universitat. Des de 1997 és professora de recerca en ciències cognitives en el Departament d'Informàtica.
Boden va ser membre del consell editorial de The Rutherford journal, que publica el departament de filosofia de la Universitat de Canterbury. Va ser membre de l'Associació per a l'avenç de la Intel·ligència Artificial i de l'Acadèmia Britànica, de la qual va ser vicepresidenta, membre de l'Acadèmia Europea i de l'Orde de l'Imperi Britànic) Del 1993 al 1995 va presidir la Royal Institution of Great Britain.

## Obra
- Purposive Explanation in Psychology (Harvard University Press, 1972);
- Artificial Intelligence and Natural Man (1977/1987: 2a ed., MIT Press), ISBN 978-0-262-52123-9
- Piaget (Fontana Modern Masters 1979; 2a ed. Harper Collins, 1984);
- The Case for a Cognitive Biology. (A Proceedings of the Aristotelian Society, 54: 25–40, amb Susan Khin Zaw, 1980);
- Minds and Mechanisms (Cornell University Press, 1981);
- Computer Models of Mind: Computational approaches in theoretical psychology (Cambridge University Press, 1988), ISBN 978-0-521-27033-5
- Artificial Intelligence in Psychology: Interdisciplinary Essays (MIT Press, 1989), ISBN 978-0-262-02285-9
- The Philosophy of Artificial Intelligence, ed. (Oxford Readings in Philosophy, Oxford University Press, 1989/90), ISBN 978-0-19-875155-7
- The Creative Mind: Myths and Mechanisms (Weidenfeld/Abacus & Basic Books, 1990; 2a ed. Routldge, 2004), ISBN 978-0-415-31453-4
- Dimensions of Creativity, ed. (MIT Press, 1994);
- The Philosophy of Artificial Life, ed. Oxford University Press, 1996).
- Artificial Intelligence (Handbook of Perception and Cognition, 2a ed, Academic Press Inc., 1996), ISBN 978-0-12-161964-0
- Mind As Machine: a History of Cognitive Science, (2 volums, Oxford University Press, 2006), ISBN / ISBN 978-0-19-929237-0 . Això va generar un desacord públic amb Noam Chomsky.[12]
- AI: Its Nature and Future (2016), ISBN 978-0198777984